# Il Ventuno
Il Ventuno fu una rivista edita a Venezia nel febbraio del 1932 come "gazzetta di poesia" da un gruppo di studenti liceali e terminata nel 1940.
Numerosi e di vario livello furono in questo periodo i periodici universitari e i fogli gufini di provincia. Tra questi ultimi "Il Ventuno" fu uno tra i più singolari.

## Storia editoriale
Nato in origine come "gazzetta di poesia" da alcuni studenti liceali veneziani, "Il Ventuno" diventa nel marzo 1933 fino al gennaio del 1934 "rivista culturale del GUF" e dal novembre 1935 al maggio 1940 rivista dei Littoriali, annoverando tra i collaboratori i fratelli Francesco e Pier Maria Pasinetti, Umbro Apollonio, Renato Birolli, Enrico Emanuelli, Giuseppe Mesirca.
La linea politica della rivista si affida di preferenza alla critica di costume e a prese in giro allusive come le "favole" di Pier Maria Pasinetti che vengono ad un certo punto sospese.
In campo letterario vengono fatti conoscere giovani scrittori come Pier Antonio Quarantotti Gambini ed Elio Vittorini. Ma è soprattutto nel campo del cinema che "Il Ventuno" si propone con risultati critici e proposte politico-culturali spregiudicate ma mature.
Da tener presente che proprio nel 1932 inizia la sua attività a Venezia la Biennale del Cinema e gli articoli critici che escono sulla rivista mostrano di essere  sempre attenti al rapporto tra gli aspetti formali e il significato morale, dietro i modelli di René Clair, Alexander Korda, Josef von Sternberg e Robert J. Flaherty de L'uomo di Aran.